# Lista zespołów serii GP2

## Lista zespołów serii GP2
Lista przedstawia wszystkich zespoły uczestniczących dotychczas w wyścigach zaliczanych do mistrzostw serii GP2.
| Kolor | Znaczenie                                                             |
| ----- | --------------------------------------------------------------------- |
|       | Mistrzowie serii GP2 w klasyfikacji zespołów (nie startujący obecnie) |
|       | Zespoły startujące w serii GP2 w sezonie 2014.                        |

Stan:17 kwietnia 2015
| Nazwa (Dawna nazwa)                                                        | Państwo                    | Sezon            | Mistrz (zespoły)     | Mistrz (kierowcy)                                   | Starty | Zwycięstwa | Pole position | Najszybsze okrążenia | Punkty |
| -------------------------------------------------------------------------- | -------------------------- | ---------------- | -------------------- | --------------------------------------------------- | ------ | ---------- | ------------- | -------------------- | ------ |
| Arden International (Trust Team Arden) (Telmex Arden International)        | Wielka Brytania · Holandia | 2005-            | 0                    | 0                                                   | 421    | 15         | 7             | 10                   | 752    |
| ART Grand Prix (Lotus ART) (Lotus GP)                                      | Francja                    | 2005-            | 3 (2005, 2006, 2009) | 3 (2005: Rosberg, 2006: Hamilton, 2009: Hülkenberg} | 421    | 37         | 22            | 44                   | 1586   |
| Barwa Addax Team                                                           | Hiszpania                  | 2009-2013        | 1 (2011)             | 0                                                   | 208    | 10         | 15            | 11                   | 496    |
| Campos Racing (Campos Grand Prix)                                          | Hiszpania                  | 2005-2008, 2014- | 1 (2008)             | 0                                                   | 214    | 8          | 1             | 6                    | 330.5  |
| Carlin                                                                     | Wielka Brytania            | 2011-            | 0                    | 0                                                   | 172    | 8          | 5             | 6                    | 784    |
| Caterham Racing (Caterham Team Air Asia) (Team Air Asia)                   | Malezja                    | 2011-2014        | 0                    | 0                                                   | 171    | 4          | 4             | 4                    | 352    |
| DAMS                                                                       | Francja                    | 2005-            | 2 (2012, 2014)       | 3 (2011: Grosjean, 2012: Valsecchi, 2014: Palmer}   | 418    | 20         | 23            | 28                   | 1229   |
| David Price Racing                                                         | Wielka Brytania            | 2005-2010        | 0                    | 0                                                   | 250    | 3          | 0             | 3                    | 100    |
| Durango                                                                    | Włochy                     | 2005-2009        | 0                    | 0                                                   | 200    | 3          | 1             | 4                    | 128    |
| Hilmer Motorsport                                                          | Niemcy                     | 2013-            | 0                    | 0                                                   | 88     | 4          | 0             | 2                    | 211    |
| Hitech Racing                                                              | Wielka Brytania            | 2005             | 0                    | 0                                                   | 46     | 1          | 0             | 0                    | 50     |
| iSport International                                                       | Wielka Brytania            | 2005-2012        | 1 (2007)             | 1 (2007: Glock}                                     | 314    | 19         | 12            | 15                   | 792.5  |
| MP Motorsport                                                              | Holandia                   | 2013-            | 0                    | 0                                                   | 87     | 1          | 0             | 1                    | 140    |
| Ocean Racing Technology (BCN Competición)                                  | Portugalia · Hiszpania     | 2005-2012        | 0                    | 0                                                   | 304    | 2          | 1             | 4                    | 159    |
| Racing Engineering                                                         | Hiszpania                  | 2005-            | 0                    | 2 (2008: Pantano, 2013: Leimer}                     | 419    | 20         | 11            | 17                   | 1138.5 |
| Rapax (Piquet GP) (Piquet Sports) (Minardi Piquet Sports) (Piquet Racing)  | Włochy · Brazylia          | 2005-            | 1 (2010)             | 1 (2010: Maldonado)                                 | 422    | 18         | 9             | 20                   | 700    |
| Russian Time                                                               | Rosja                      | 2013-            | 1 (2013)             | 0                                                   | 87     | 7          | 3             | 5                    | 453    |
| Scuderia Coloni (Fisichella Motor Sport International) (Coloni Motorsport) | Włochy                     | 2005-2012        | 0                    | 0                                                   | 329    | 11         | 1             | 9                    | 348    |
| Super Nova Racing                                                          | Wielka Brytania            | 2005-2011        | 0                    | 0                                                   | 286    | 7          | 6             | 8                    | 409    |
| Status Grand Prix                                                          | Kanada                     | 2015-            | 0                    | 0                                                   | 0      | 0          | 0             | 0                    | 0      |
| Trident Racing                                                             | Włochy                     | 2006-            | 0                    | 0                                                   | 374    | 10         | 4             | 3                    | 398    |
| Venezuela GP Lazarus                                                       | Włochy                     | 2012-            | 0                    | 0                                                   | 135    | 0          | 0             | 0                    | 32     |